# Quest (album)
Quest is een muziekalbum van de Nederlandse band Nits. Het album was, samen met de video Vest, alleen verkrijgbaar bij een speciale editie van het verzamelalbum Nest. Deze speciale editie was eind jaren ’90 niet meer te krijgen en het is tegenwoordig lastig om aan Quest te komen.
Het album bevat onuitgebrachte nummers, single B-kanten en alternatieve versies uit de periode 1981 tot 1994.

## Musici
- Henk Hofstede – zang, gitaar, toetsen
- Rob Kloet – slagwerk
- Robert Jan Stips – toetsen
- Joke Geraets – bas
- Michiel Peters – gitaar, zang, bas
- Martin Bakker – bas
- Peter Meuris – percussie, viool
- Petra Lugtenburg - achtergrondzang

Gasten
- Lieve Geuens – achtergrondzang
- Saskia van Essen – achtergrondzang
- Pieter Bon – zang
- Fritz Hauser – percussie
- Arthur Schneiter – percussie
- Seppo Pietikiänen – vocalen

## Composities
Alle tracks door Hofstede, Kloet, Stips, behalve Nickel & Wood (Hofstede), Yellow Press (Hofstede) en Bild Am Sonntag (Peters).
1. House On House (2:58) (Onuitgebracht nummer van de In The Dutch Mountains sessies);
2. The Concrete Brothers (4:40) (Vroege versie van The Dream uit 1987);
3. Rhythm Of The Rain (4:32) (In The Dutch Mountains Outtake);
4. Nickel & Wood (3:54) (Single B-kant 1984);
5. The Magic Of Lassie II (Single B-kant 1987);
6. Maria & The Iceman (Single B-kant 1992);
7. Yellow Press (Onuitgebracht nummer van de Work sessies);
8. Yöpöllö (Single B-kant 1990, Finse versie van Night Owl);
9. Bild Am Sonntag (A capella-versie) (Single B-Kant 1984);
10. Typist Of Candy (Alternatieve versie uit de Henk sessies);
11. Fishes (Single B-kant 1994);
12. Tear Falls (Single B-kant 1992);
13. The Singing Telegram (Alternatieve versie uit de Henk sessies);
14. Table Town (Single B-kant 1992);
15. De Rode Vaas (Single B-kant 1990);
16. Sometime In Winter (Alternatieve versie van Single B-kant 1994);
17. King Of Belgium (Single B-kant 1990);
18. Cold Grey Morning (Vroege versie van The Train en Oom-Pah-Pah uit 1987);
19. Stay (Vroege versie van 5 Hammering Men uit 1986);
20. Potato Eaters (Single B-kant 1986);

### Hitlijsten
| Album met eventuele hitnotering(en) in de Nederlandse Album Top 100 | Datum van verschijnen | Datum van binnenkomst | Hoogste positie | Aantal weken | Opmerkingen                            |  |
| ------------------------------------------------------------------- | --------------------- | --------------------- | --------------- | ------------ | -------------------------------------- |  |
| Mega Album Top 100                                                  | 1995                  |                       |                 |              | Alleen verkocht in combinatie met Nest |  |